# 농업진흥공사
농업진흥공사(農業振興公社, Agricutural Development Corporation, ADC)는 농촌근대화촉진법에 따라 1970년 토지개량조합연합회와 지하수개발공사를 흡수 합병하여 설립한 공기업이다. 이는 대한민국의 대단위농업종합개발사업을 추진하던 토지개량조합연합회로서는 외국의 차관을 도입할 수 있는 사업시행주체가 될 수 없어 자본금이 있는 공기업으로 설립하게 되었다. 농업진흥공사는 20여년간 대단위농업종합개발사업에 큰 업적을 남겼으며, 1990년 7월 2일 농어촌진흥공사로 개편되었다.